# Fronteira Kosovo–Montenegro
A fronteira entre Kosovo e Montenegro é uma linha de 79 km de extensão que separa o trecho sul do leste de Montenegro do oeste-central de Kosovo. A partir da tríplice fronteira Kosovo-Albânia-Montenegro apresenta dois trechos de comprimentos aproximadamente iguais, um rumo ao norte e o seguinte vai rumo nordeste até a tríplice fronteira Kosovo-Montenegro-Sérvia.
Essa fronteira passou a ser considerada como  existente com o reconhecimento, pelo Tribunal Internacional de Justiça em Haia, da independência de Kosovo do domínio da Sérvia em julho de 2010.

## História
A fronteira atual é uma fronteira interna traçada na então Iugoslávia pela constituição iugoslava de 1974. Durante a dissolução da Iugoslávia, a Guerra do Kosovo eclodiu em 1998, e a Força do Kosovo (KFOR), uma força militar internacional liderada pela OTAN, foi criada em 1999, permanecendo ainda ativa em operações de assistência e controle de fronteiras.
Em 2006, Montenegro se separou da confederação da Sérvia e Montenegro e, em 2008, Kosovo separou-se da restante República da Sérvia. Ao contrário da Sérvia, Montenegro reconheceu a independência de Kosovo e os dois países estabeleceram oficialmente relações diplomáticas.
Desde 2010, foi lançado um projeto de cooperação transfronteiriça da União Europeia. Argumentou-se em princípio que a fronteira seria mantida como era em 1974, mas pontos controversos foram abordados sobre a demarcação exata. Montenegro é um país candidato oficial à União Europeia desde 2010 e no contexto das negociações, iniciadas em 2012, a consolidação das fronteiras é uma condição para a adesão.
Na conferência dos Balcãs Ocidentais realizada em Viena em 2015, foi assinado um acordo de demarcação entre Montenegro e Kosovo. O acordo foi criticado pelo Parlamento em Pristina porque cerca de 120 km² de território disputado foram concedidos a Montenegro. Um acordo final era esperado no início de 2016, mas foi adiado principalmente devido à forte oposição do partido kosovar  Vetëvendosje.